# هارولد جونسون
هارولد جونسون (30 يناير 1920 في الولايات المتحدة - 17 سبتمبر 1999 في الولايات المتحدة) (بالإنجليزية: Harold Johnson) هو لاعب كرة سلة أمريكي في مركز الوسط. لعب مع Detroit Falcons (basketball) ‏.

## وصلات خارجية
- هارولد جونسون على موقع إن بي أي (الإنجليزية)
- هارولد جونسون على موقع سبورتس رفرنس (الإنجليزية)
- هارولد جونسون على موقع ريلجم (الإنجليزية)
- هارولد جونسون على موقع بروبوليرز (الإنجليزية)